# Ilhas Egeias

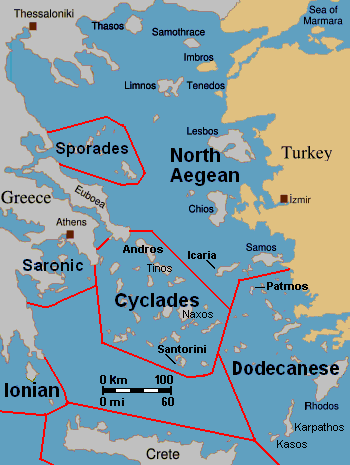
A divisão dos sete grupos das Ilhas Egeias

As ilhas Egeias (em grego: Νησιά Αιγαίου; em turco: Ege Adaları) são um grupo de ilhas no mar Egeu, perto da Grécia (oeste e norte) e Turquia (leste). A ilha de Creta delimita o mar ao sul. A antiga denominação do mar Egeu, 'Arquipélago' ("Mar Principal", em grego), mais tarde aplicou-se às ilhas que ele contém e é agora utilizada de forma mais geral, para se referir a qualquer ilha do grupo. As ilhas Egeias gregas são, tradicionalmente, divididas em sete grupos, do norte ao sul:
- Ilhas Egeias do Norte
- Espórades
- Eubeia
- Ilhas Argo-Sarônicas
- Cíclades
- Dodecaneso (Espórades do Sul)
- Creta

Quase todas as ilhas Egeias pertencem à Grécia, e são divididas em nove periferias administrativas. Entre as possessões turcas na região estão Imbros (Gökçeada), Ténedos (Bozcaada) e oito outras ilhotas próximas à costa ocidental da Turquia.
A territorialidade no que diz respeito ao mar e algumas das ilhas, bem como o espaço aéreo sobre elas, é fonte de uma disputa em andamento entre os dois países. O termo ilhas Egeias italianas (em italiano: Isole Italiane dell-’Egeo) é, por vezes, utilizado para se referir às ilhas do mar Egeu que foram conquistadas pela Itália durante a Guerra Ítalo-Turca de 1912, e que foram anexadas por aquele país através do Tratado de Lausanne, de 1923 a 1947: o Dodecaneso, incluindo Rodes e Castelrosso (Kastelorizo).

## Província romana
Durante as reformas de Diocleciano e Constantino, as Ilhas Egeias foram separadas da antiga Ásia e organizadas numa nova província romana chamada de Ínsulas (em latim: Insulae; lit. "Ilhas"), subordinada à Diocese da Ásia na prefeitura pretoriana do Oriente. A província persistiu até o século VII, quando foi substituída pelos novos temas do Mar Egeu, Samos e Cibirreota.

## Sés episcopais
As sés episcopais da província que aparecem no Annuario Pontificio como sés titulares são:
- Astipaleia
- Cárpatos (Karpathos)
- Cós (Kos)
- Ios
- Eressus (Eresos)